# Kameroense presidentsverkiezingen (1965)
| Stemverhoudingen in % |
| --------------------- |
|                       |

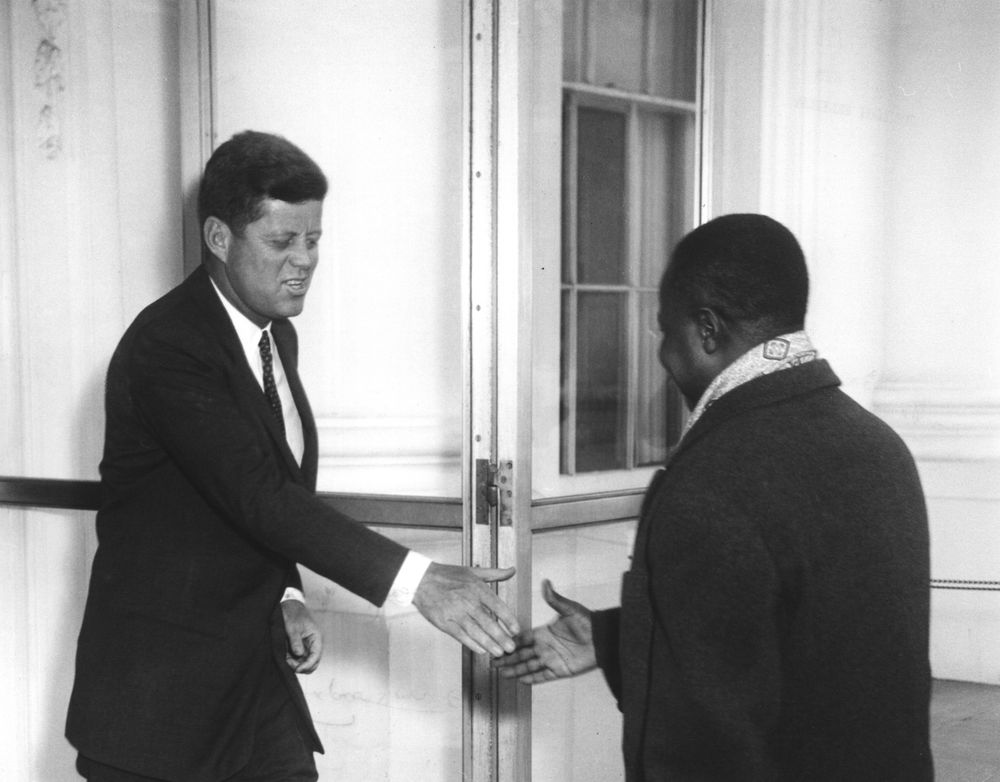
President Ahmadou Ahidjo met president John F. Kennedy van de Verenigde Staten van Amerika tijdens een ontvangst op het Witte Huis (1962).

De Kameroense parlementsverkiezingen van 1965 werden gehouden op 23 maart en gewonnen door de enige kandidaat, zittend president Ahmadou Ahidjo, namens de gezamenlijke lijst van de Union camerounaise (UC) en de Kamerun National Democratic Party (KNDP). De kandidaat voor het vicepresidentschap was John Ngu Foncha (KNDP) uit het zuiden van het land.
Ahidjo was na de vereniging van Cameroun en het Britse Southern Cameroons in 1961 president geworden van de Federale Republiek Kameroen. Bij de presidentsverkiezingen van 1965 werd hij in die positie gelegitimeerd. De opkomst bij de verkiezingen was 99,4%.
| Kandidaat                       | Kandidaat                       | Partij                          | Stemmen   | %     |
| ------------------------------- | ------------------------------- | ------------------------------- | --------- | ----- |
|                                 | Ahmadou Ahidjo                  | UC—KNDP                         | 2.700.697 | 100   |
| Totaal                          | Totaal                          | Totaal                          | 2.700.697 | 100   |
| Geldig uitgebrachte stemmen     | Geldig uitgebrachte stemmen     | Geldig uitgebrachte stemmen     | 2.700.697 | 99,95 |
| Ongeldige stemmen/ blanco       | Ongeldige stemmen/ blanco       | Ongeldige stemmen/ blanco       | 1.401     | 0,05  |
| Totaal aantal stemmen           | Totaal aantal stemmen           | Totaal aantal stemmen           | 2.702.098 | 100   |
| Geregistreerde kiezers/ opkomst | Geregistreerde kiezers/ opkomst | Geregistreerde kiezers/ opkomst | 2.842.515 | 95,1  |
| Bron: AED                       |                                 |                                 |           |       |

Presidentsverkiezingen: 1965 · 1970 · 1975 · 1980 · 1984 · 1988 · 1992 · 1997 · 2004 · 2011 · 2018 · 2025

Parlementsverkiezingen: 1964 · 1973 · 1978 · 1983 · 1988 · 1992 · 1997 · 2002 · 2007 · 2013 · 2020

Referenda: 1972